# Distrito histórico III de la Colonia de invierno de Aiken
Distrito histórico III de Aiken Winter Colony, es un distrito histórico ubicado en Aiken, Carolina del Sur, Estados Unidos.

## Historia
Tiene 42 propiedades, la mayoría de las cuales eran residencias de temporada. El distrito varía desde pequeñas cabañas hasta grandes propiedades. Los estilos arquitectónicos incluyen el estilo Reina Ana, el victoriano, el neocolonial británico y el neoclásico, entre otros. El distrito también incluye la Escuela Preparatoria Aiken. El sitio fue incluido en el Registro Nacional de Lugares Históricos el 27 de noviembre de 1984.